# コバショウ
株式会社コバショウは、かつて存在した薬局・薬店・ドラッグストア・スーパーその他小売店への一般用医薬品を中心に、健康食品・コンタクトケア用品・日用雑貨・乳製品等の卸売及び販売を行っていた企業。東京都中央区に本社を置いていた。
2008年4月1日、同じメディセオ・パルタックホールディングスグループに属するパルタックに吸収合併され解散した。なお、パルタックは商号を株式会社パルタックKSへ変更した。

## 沿革
- 2000年10月2日 - 会社設立。
- 2001年4月1日 - 小林製薬より商事部門を承継。
- 2002年3月 - 三菱商事、菱食と業務提携。
- 2003年10月 - 四国地方を地盤とする「株式会社青瑛」を設立。
- 2004年9月 - スズケンと資本・業務提携、20%の出資を受ける。
- 2004年10月 - 創快ドラッグ（後のRakuten Direct）と住友商事が業務提携。
- 2005年4月 - KS北海道及びKS東海を設立。
- 2005年12月 - ケンコーコム（後のRakuten Direct）と業務提携。
- 2006年4月 - 子会社化した株式会社ソーワの社名を「株式会社KS東北」に変更。
- 2008年1月 - 株式交換によってメディセオ・パルタックホールディングス（メディ・パルHD）の子会社になる。
- 2008年4月 - 100%子会社であるKS北海道・KS東北・KS東海・青瑛を吸収合併した後、メディ・パルHDの子会社パルタックに吸収合併されて解散。新会社の商号は「株式会社パルタックKS」。

## 事業所
- 本社（東京都中央区）、東京本部（埼玉県越谷市）、大阪本部（大阪府茨木市）、神奈川営業所（海老名市）

### 物流センター
- 関東物流センター（埼玉県加須市）、東京物流センター（埼玉県越谷市）、神奈川物流センター（海老名市）、近畿物流センター （大阪府茨木市）

## 主な取引メーカー
- 小林製薬、第一三共ヘルスケア、エーザイ、興和、ロート製薬、参天製薬、久光製薬、大塚製薬、ライオン、ユニリーバ・ジャパン、味の素、明治乳業

## パルタックとの合併
2006年12月20日、一般用医薬品・化粧品・日常品の流通大手であるパルタックとの経営統合の協議を開始した。
そして2007年9月、パルタックの親会社「メディセオ・パルタックホールディングス（メディ・パルHD）」との株式交換を経て合併することで合意。2008年1月1日に株式交換によってメディ・パルHDの完全子会社となり、4月1日にパルタックと合併した。新社名は『株式会社パルタックKS』で、この合併によって新会社の一般用医薬品卸の市場シェアは約4割に達する。

## 関連会社
- 小林製薬株式会社 
  - 全株式の80%を保有していた前・親会社。メディ・パルHDとの株式交換で資本関係は解消。
- 株式会社創快ドラッグ
  - オンラインドラッグストア「爽快ドラッグ」を運営。かつて親会社だったが2016年12月、楽天傘下に入り、2017年7月、にケンコーコムに吸収合併され解散し、同時にケンコーコムの社名もRakuten Directへ変更。また「小林製薬グループ」を冠していたが、メディ・パルHD傘下入りに伴い表記は消えた。
- 株式会社健翔
  - 1998年11月、小林製薬商事カンパニー、オムエル、サンキ、成和産業の四社の薬粧部門を営業譲渡により継承する会社として設立、2001年に当社の子会社になり、2002年6月にはセイナスの薬粧部門を譲受した。
- 株式会社青瑛
  - 2003年10月、四国地方を地盤とするアスティス、ダイワ薬品、弘和薬品及び当社の薬粧部門を承継する会社として設立。2005年に当社の完全子会社となった。2008年4月、コバショウ（パルタックKS）に吸収合併され解散。
- 株式会社KS北海道
  - 2008年4月、コバショウ（パルタックKS）に吸収合併され解散。
- 株式会社KS東海
  - 2005年4月、スズケンが薬粧部門をコバショウに売却した際に、事業を承継する会社として設立された。2008年4月、コバショウ（パルタックKS）に吸収合併され解散。
- 株式会社KS東北（旧 株式会社ソーワ）　 
  - 1998年1月、東北地方及び茨城県のアスカム、小田島、ショウエーの薬粧部門を承継する会社として設立。2006年4月、コバショウの完全子会社となった際に現商号に変更。2008年4月、コバショウ（パルタックKS）に吸収合併され解散。

### かつて存在した関連会社
- 青い鳥物流株式会社
  - 2007年1月、製品物流部・医療器物流部を分社化し小林製薬に譲渡（小林製薬物流）。同年4月、コバショウに吸収合併され解散。